# Bedehuset Betania

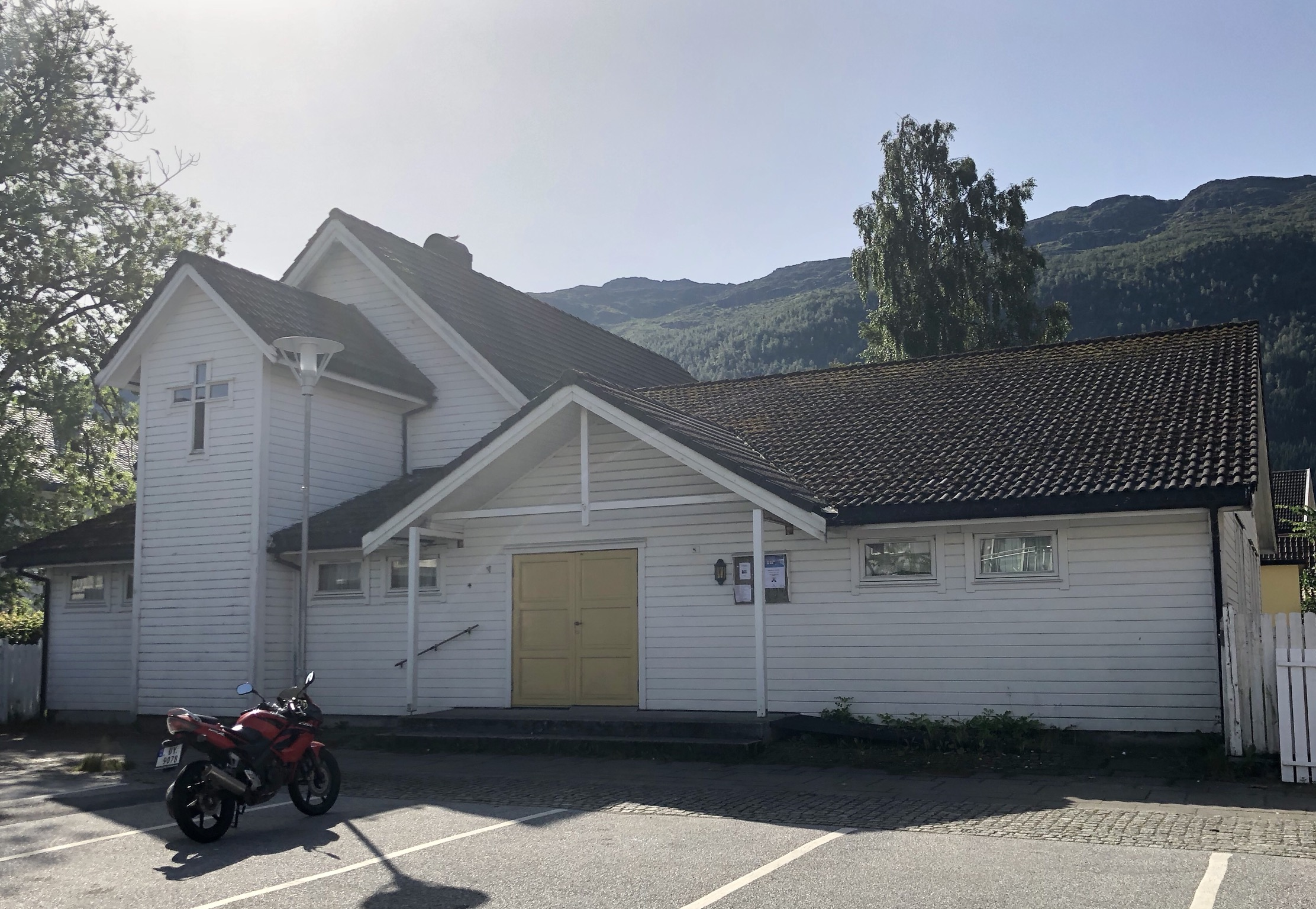
Bedehuset Betania, Blick von Norden, 2019

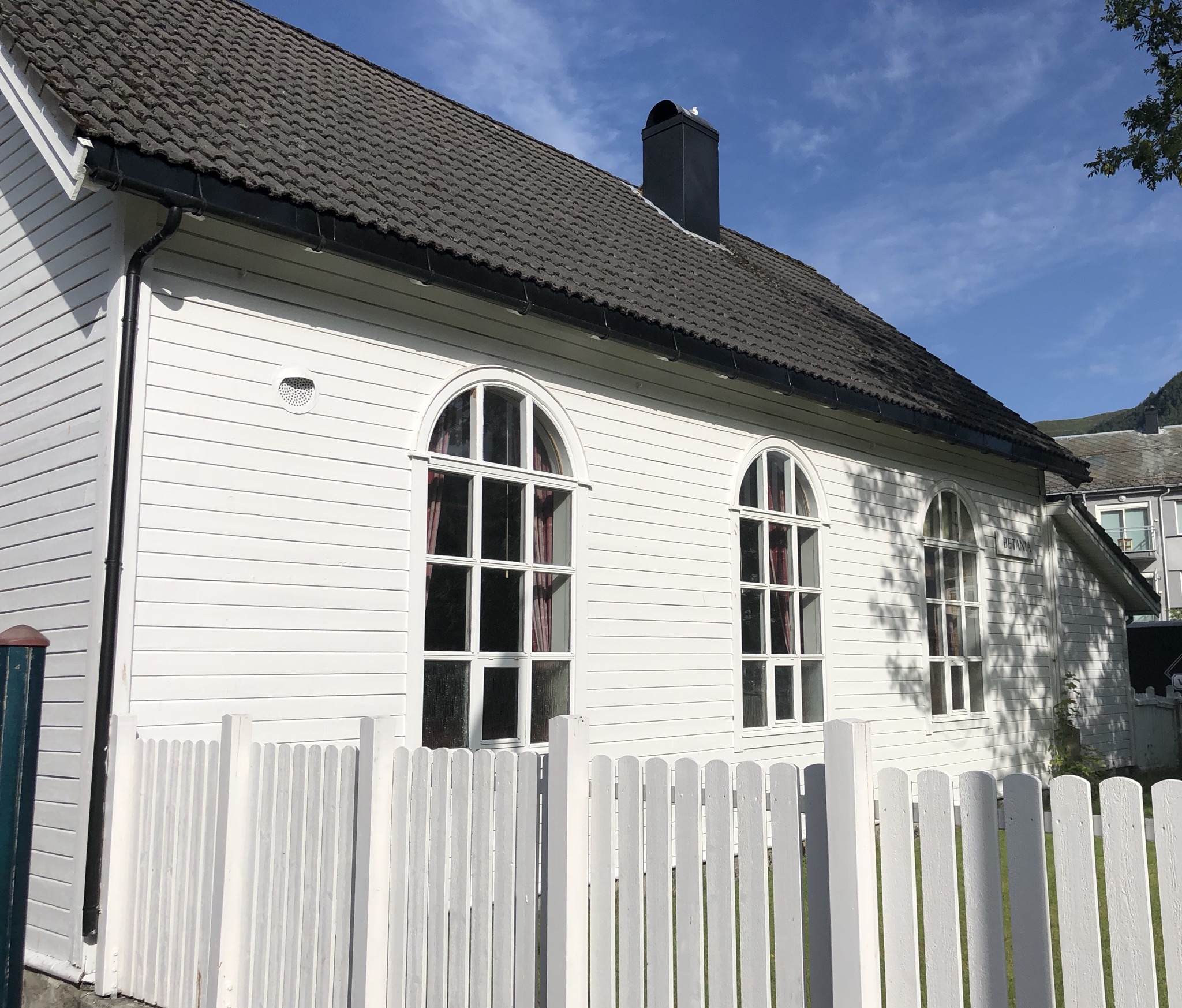
Ostseite zur Eidsgata

Das Bedehuset Betania ist ein Bethaus in Nordfjordeid in der norwegischen Kommune Stad.
Es befindet sich im Ortszentrum von Nordfjordeid auf der Westseite der Eidsgata an der Adresse Eidsgata 15 und wird von der Indremisjon (Innere Mission) Eid geführt. Das Betania gehört zum Denkmalbereich Eidsgata og Tverrgata.

## Architektur und Geschichte
Für den Bau des Hauses wurden ab 1902 Spenden gesammelt. Der Bau des weißen Holzhauses erfolgte durch den Bauunternehmer Anders Karlsen für 3211,44 Norwegische Kronen. Ziel war die Fertigstellung vor dem Beginn der in Nordfjordeid stattfindenden Militärübungen im Mai 1905. Das Militär engagierte sich in besonderem Maße für den Bau des Gebäudes, da es als Sozialheim für die in Nordfjordeid dienenden Soldaten genutzt werden sollte. Das gebildete Baukomitee wurde von Pfarrer Høeg geleitet, der jedoch noch vor der Fertigstellung Nordfjordeid verließ. Das Gebäude wurde dann am 4. Juni 1905 eröffnet.
Tatsächlich wurde es als Soldatenheim für die bis zu 1000 in Nordfjordeid eingesetzten Soldaten genutzt. Militärangehörige konnten es als Café und Lesesaal nutzen, Militärmusik wurde geübt und Post zugestellt. Während des Ersten Weltkriegs wurden von 1914 bis 1918 im Haus die Zucker- und Mehlvorräte der Gemeinde gelagert.
Die Nutzung für das Militär endete im Jahr 1920. Es blieb jedoch in Nutzung als Gebetshaus mit Erbauungs- und Missionsversammlungen, Konfirmanden- und Jugendtreffen, Sonntagsschule, Gesang, Treffen der Frauenvereinigung und Basaren. 1970 erfolgten Abriss- und Umbauarbeiten, 1980 wurde renoviert. 1988 wurde das Betania nach Westen erweitert. Die Einweihung fand am 7. Mai 1989 statt.